# الابانا
الابانا (به لاتین: Alabana}} یک منطقهٔ مسکونی در صربستان است که در Toplica District واقع شده‌است.

## خصوصیات
الابانا ۱۴۶ نفر جمعیت دارد.